# Pseudocoris ocellata
Pseudocoris ocellata là một loài cá biển thuộc chi Pseudocoris trong họ Cá bàng chài. Loài này được mô tả lần đầu tiên vào năm 1995.

## Từ nguyên
Từ định danh ocellata của loài trong tiếng Latinh có nghĩa là "có đốm", hàm ý đề cập đến đốm đen viền xanh ở giữa thân của cá đực

## Phạm vi phân bố và môi trường sống
P. ocellata có phạm vi phân bố ở Tây Bắc Thái Bình Dương. Loài này hiện chỉ được biết đến tại đảo Izu Oshima (Nhật Bản) và đảo Đài Loan. P. ocellata được ghi nhận là sống ở độ sâu trong khoảng từ 4 đến 15 m..

## Mô tả
P. ocellata có chiều dài cơ thể tối đa được ghi nhận là 11 cm. Cá con và cá cái có màu nâu vàng đến màu đồng. Hai đường sọc màu sẫm song song viền lấy rìa của một dải màu nhạt ở bên thân (dọc theo chiều dài cơ thể). Đốm đen trên gốc vây đuôi. Vây lưng và vây đuôi trong mờ, màu vàng nâu. Vây hậu môn trong mờ, màu cam.
Cá đực có màu sắc sặc sỡ hơn, từ vàng cam đến xanh lục lam hoặc màu xanh tím với nhiều vệt sọc màu xanh lam trên đầu và thân trước. Chúng có một hoặc hai đốm đen lớn không đều nhau (thường chồng lên nhau) ở giữa thân, có viền màu xanh lam. Hai gai vây lưng đầu tiên vươn dài, có màu lam thẫm đến đen. Dải sọc rộng màu vàng cam đến đỏ dọc theo chiều dài vây lưng và vây hậu môn.
Số gai ở vây lưng: 9; Số tia vây ở vây lưng: 12; Số gai ở vây hậu môn: 3; Số tia vây ở vây hậu môn: 12; Số tia vây ở vây ngực: 13–15.

### Trích dẫn
- "Review of the labrid fshes of the Indo-Pacifc Genus Pseudocoris, with a description of two new species" (PDF). Journal of the Ocean Science Foundation. Quyển 16. 2015. tr. 1–55. {{Chú thích tạp chí}}: Đã bỏ qua tham số không rõ |authors= (trợ giúp)